# 栖霞寺
32°09′15″N 118°57′15″E / 32.15417°N 118.95417°E
栖霞寺位于中国江苏省南京市栖霞区栖霞山西麓，始建于南北朝时期，梁僧朗于此大弘三论教义，被称为江南三论宗初祖，隋文帝于八十三州造舍利塔，其立舍利塔诏以蒋州栖霞寺为首。唐代时称功德寺，位列“天下四大丛林”。
栖霞寺于1983年被确定为汉族地区全国重点寺院，2002年被列为江苏省文物保护单位。寺内的隋代舍利塔于1988年被列为第三批全国重点文物保护单位，寺旁的千佛崖石窟及明征君碑于2001年被列为第五批全国重点文物保护单位。

## 历史
栖霞寺始建于南北朝齊永明七年（489年），原為南齊隱士明僧紹的私宅，依明僧绍表字“栖霞”而称“栖霞精舍”，后改“栖霞寺”，是佛教三論宗的祖庭。唐代润州栖霞寺与齐州靈岩寺、荆州玉泉寺，台州國清寺並稱“四大丛林”。南宋建炎四年（1130），栖霞寺毁于战火。
明洪武二十五年（1392），明太祖重建栖霞寺，“诏赠赡僧田、山1300余亩，视天界、灵谷为比翼焉”。成化六年（1470），栖霞寺僧人因寺田高额赋税而纷纷逃亡，寺产被占，香火几断。嘉靖十一年（1532），兴善、法会二僧恢复栖霞寺，索回寺田。万历年间，住持明通重建栖霞寺，占地120亩，僧人100余，寺田2000余亩，隶属于灵谷寺，位列南京五座次大刹。
清乾隆年间，清高宗六下江南，五次下榻栖霞寺，极爱栖霞山景。两江总督尹继善在栖霞山为乾隆建有行宫。咸丰五年（1855），栖霞寺与乾隆行宫皆毁于太平天国之乱。民国八年（1919），金山寺高僧宗仰复建栖霞寺，后住持若舜募资续建、重塑金身。
1983年,栖霞寺被确定为汉族地区全国重点寺院，同年创建中国佛学院栖霞山分院。

## 建筑
寺內主要建築有山門、彌勒佛殿、毗盧寶殿、法堂、念佛堂、藏經樓、過海大師紀念堂、舍利石塔。寺前有明徽君碑，寺後有千佛岩等眾多名勝。

### 栖霞寺舍利塔
栖霞寺舍利塔建于隋代隋文帝时期，为八角五层石塔。1988年被列入第三批全国重点文物保护单位。

### 千佛崖石窟
千佛崖石窟始凿于南齐永明七年（公元489年），历经各代凿建，现有佛像515尊。栖霞飞天壁画在2000年进行的考古研究中被发现，为目前千佛岩内唯一发现的、保存完好的壁画。

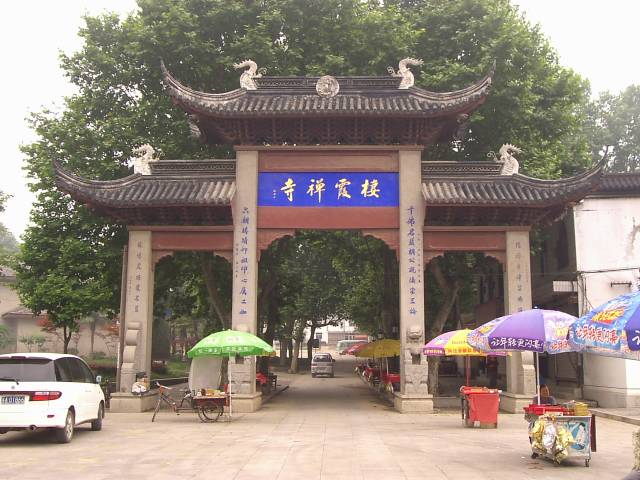
栖霞山下的牌坊
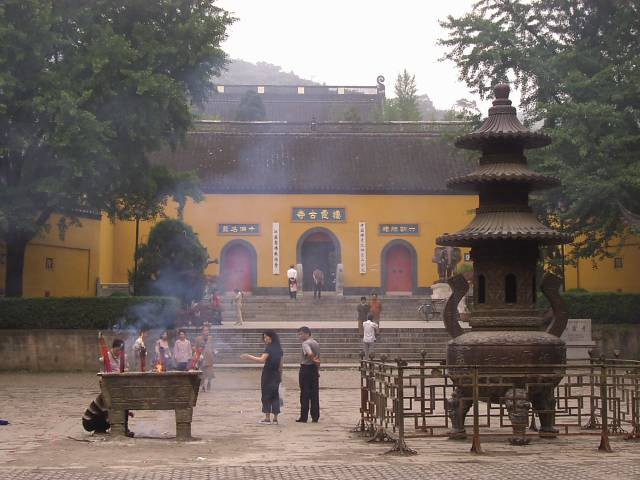
寺门
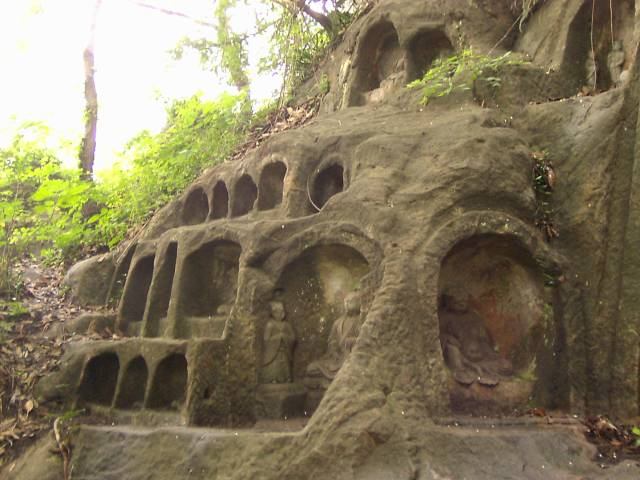
千佛崖石窟
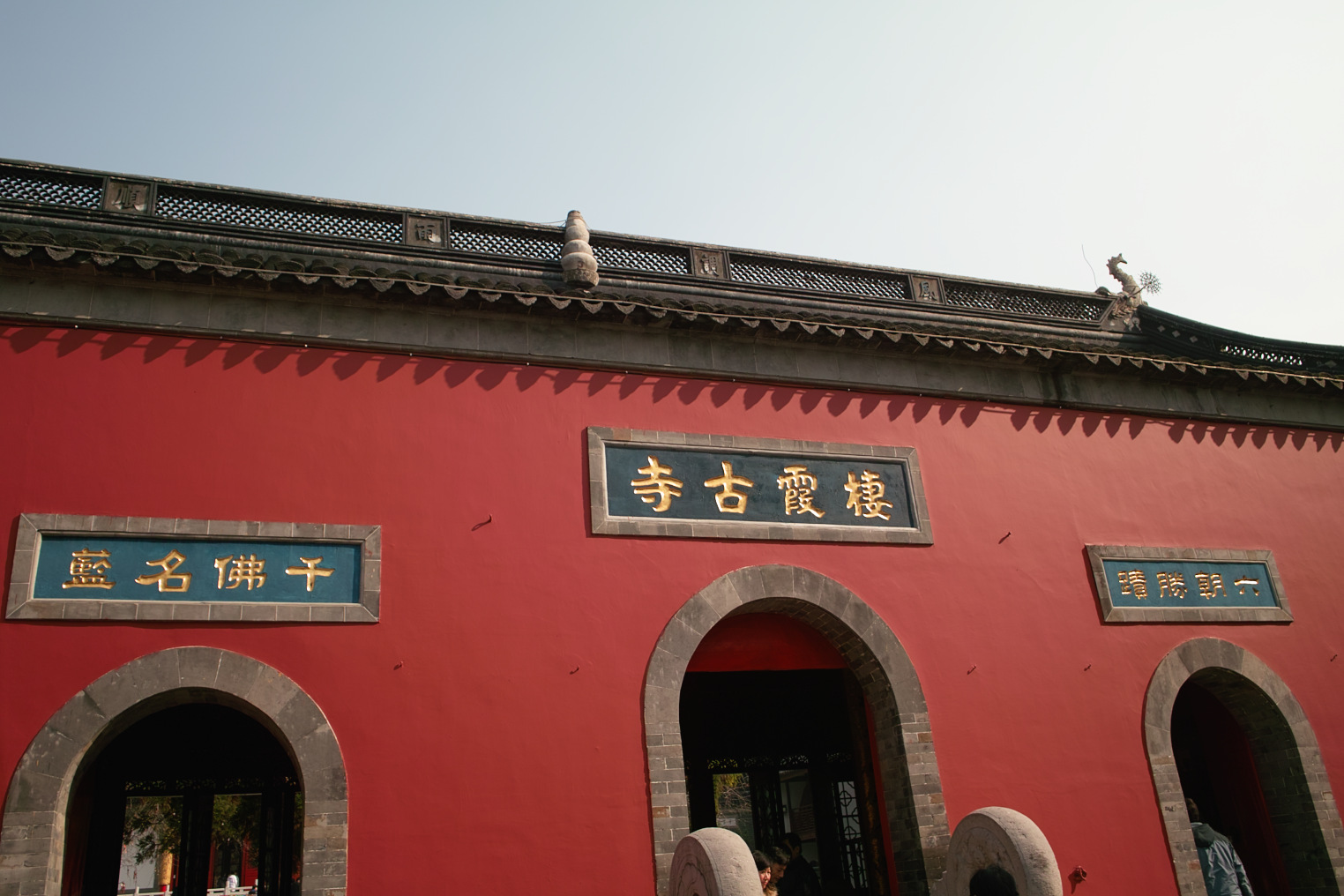
正门
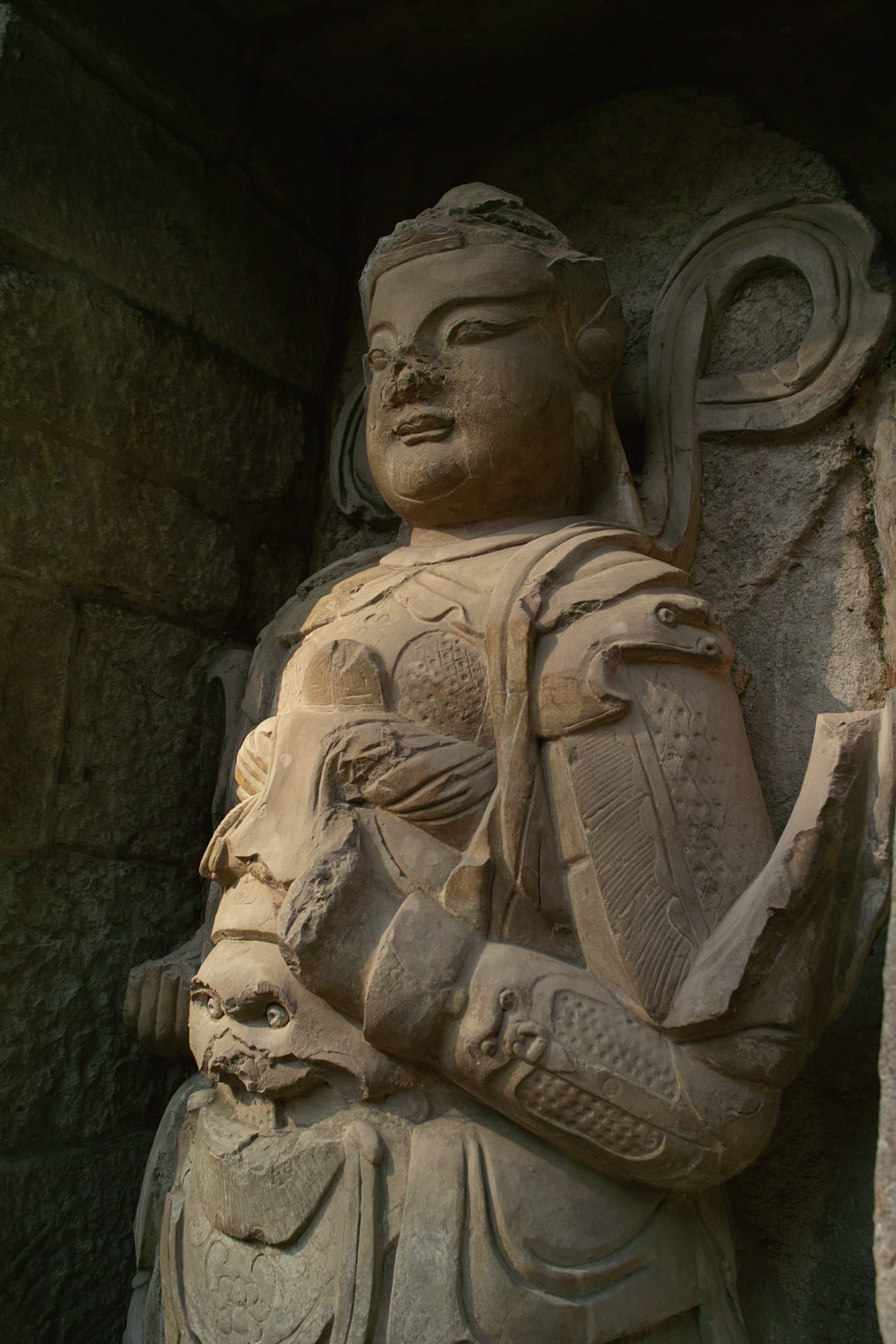
千佛崖造像一座
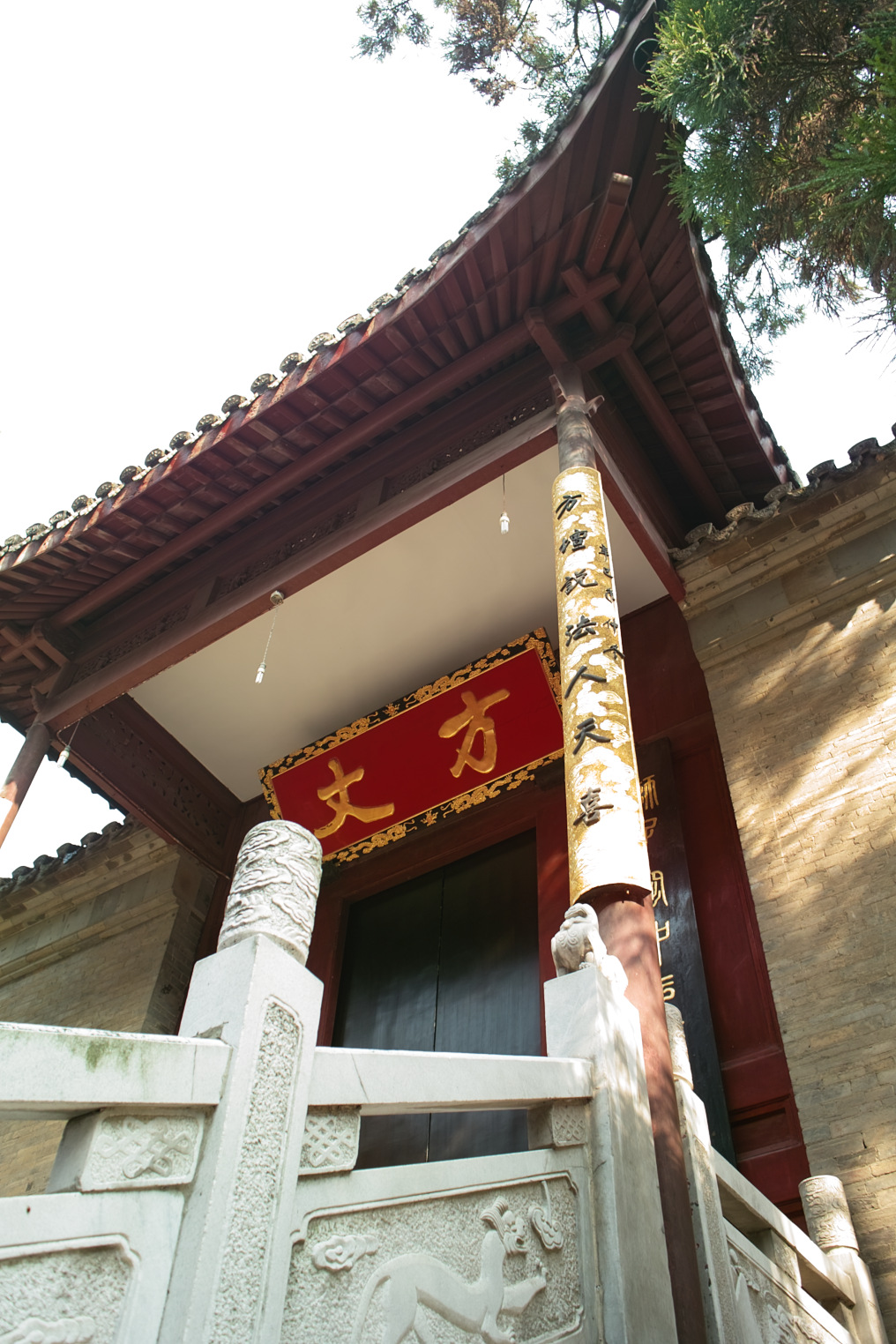
方丈
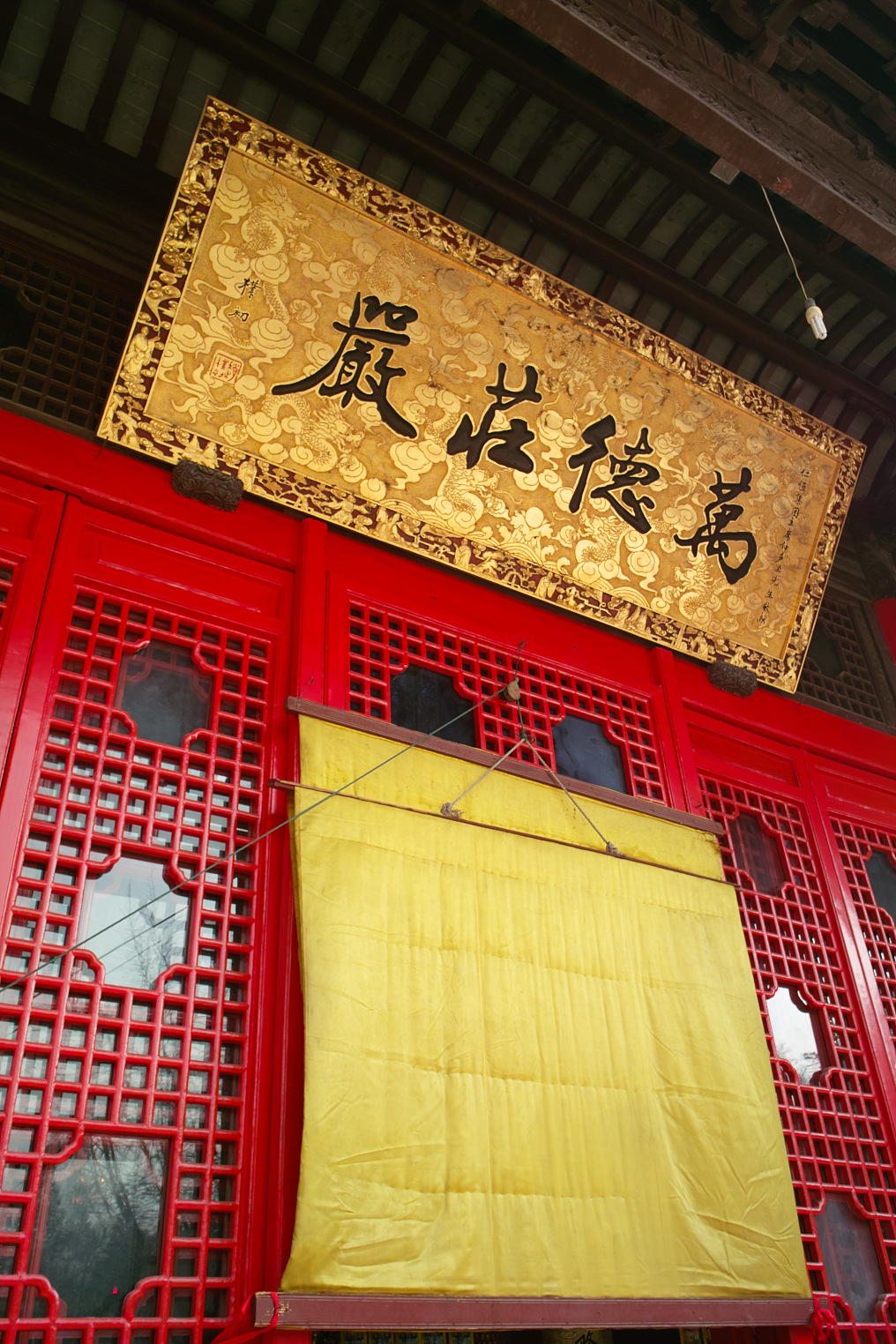
“万德庄严”，赵朴初题
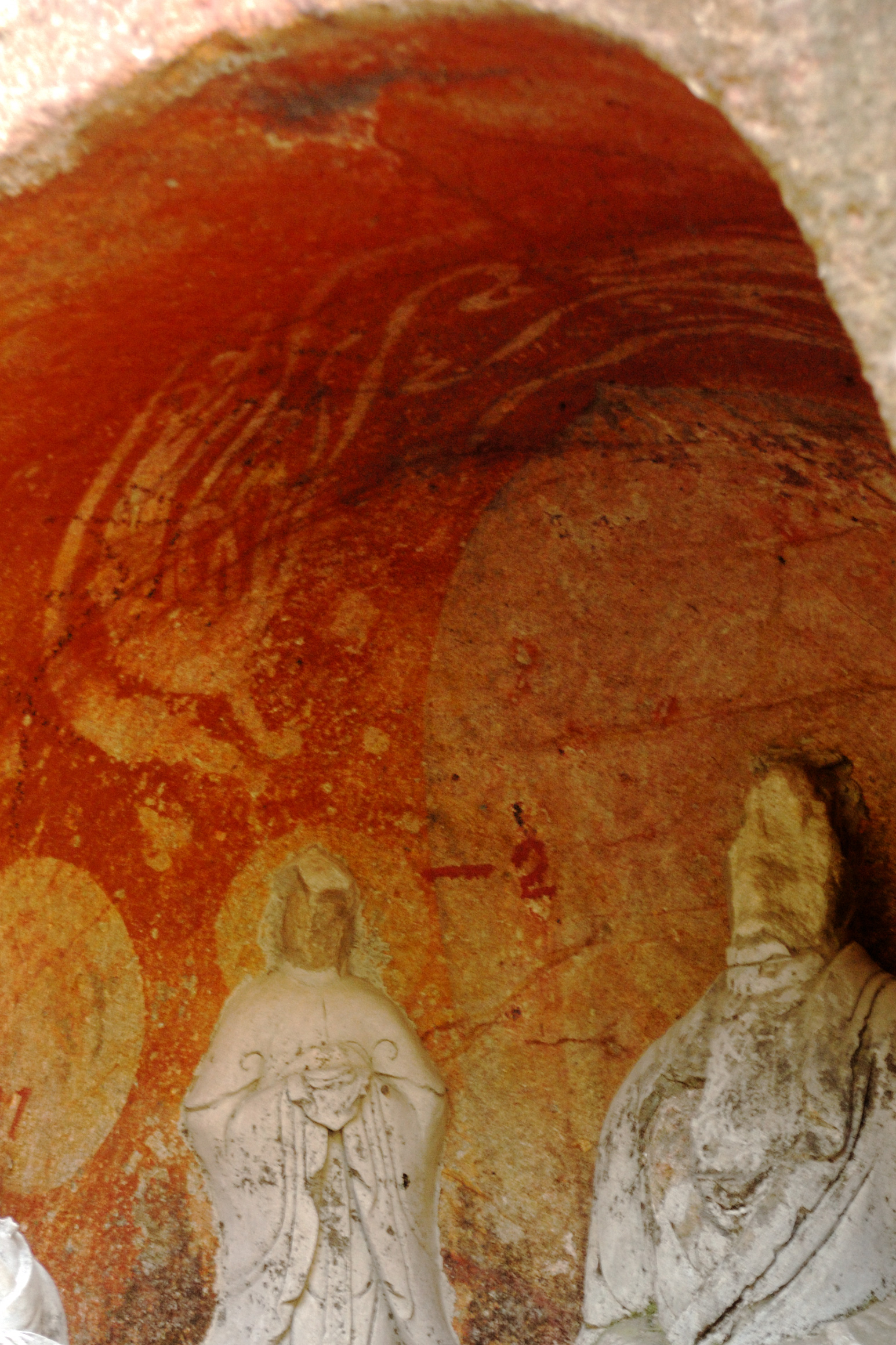
栖霞飞天
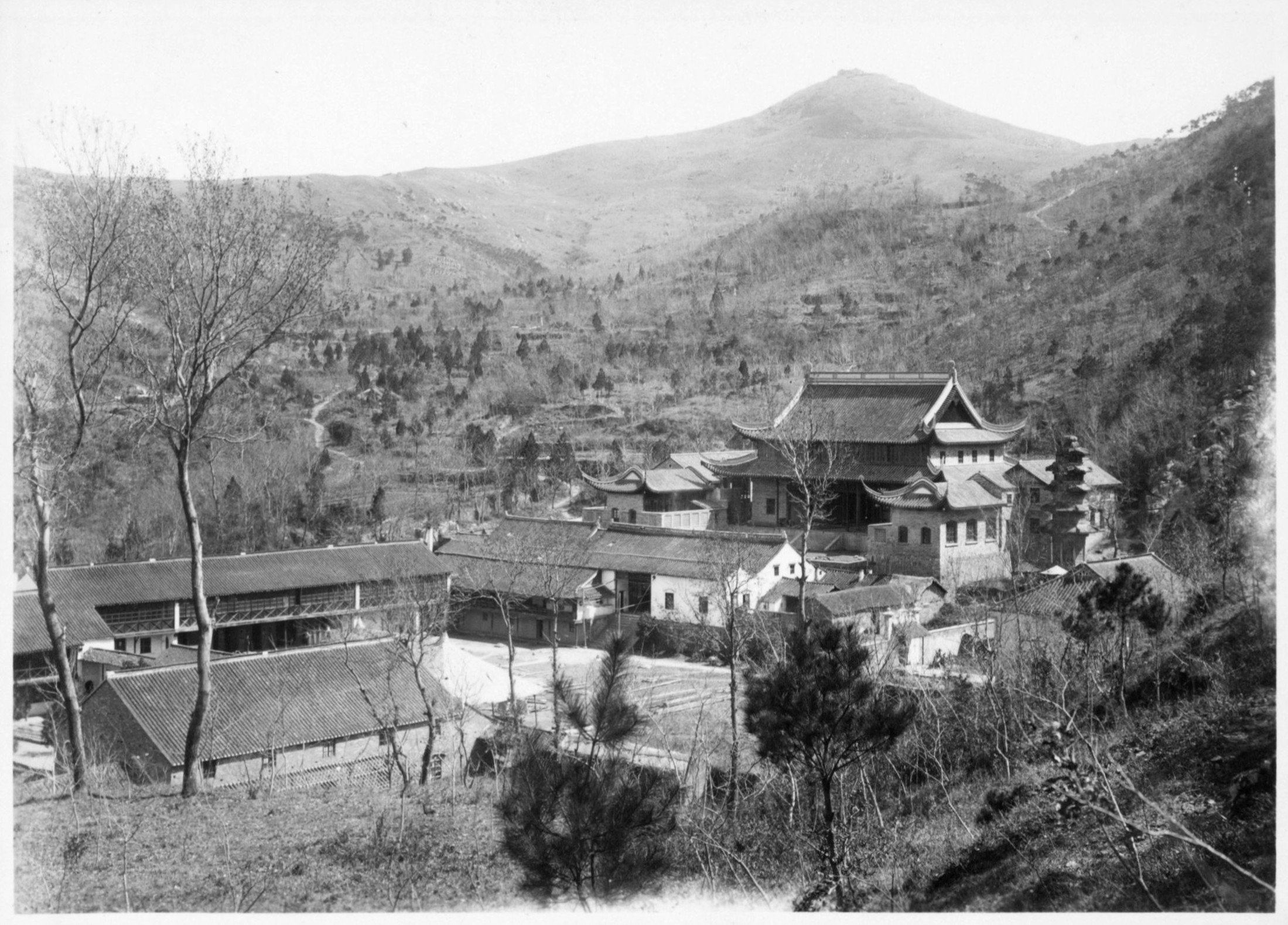
1926年旧照

## 相关事件
1937年南京大屠殺期間约有2萬名难民被撤离到栖霞寺。
2005年8月，以南京大屠杀期间栖霞寺求助难民为主题的电影《栖霞寺1937》发布。